# Джипси Кингс
„Джипси Кингс“ е група от фламенко, салса и поп музиканти от Арл и Монпелие в Южна Франция, чиито изпълнения са на андалуски испански. Макар че членовете на групата са родени във Франция, техните родители са предимно гитанос, испански цигани, напуснали Каталония по време на Испанската гражданска война през 1930-те. Известни са това, че довеждат каталунска румба, която по своята същност е поп музика с далечни корени в традиционната фламенко музика до световната публика. Групата първоначално се наричат Los Reyes.

## Дискография
- 1982: Allegria
- 1983: Luna de Fuego
- 1988: Gipsy Kings
- 1989: Mosaïque
- 1991: Este Mundo
- 1993: Love and Liberté
- 1995: Estrellas
- 1996: Tierra Gitana
- 1997: Compas
- 2001: Somos Gitanos
- 2004: Roots
- 2006: Pasajero